# Natuurbehoudswet

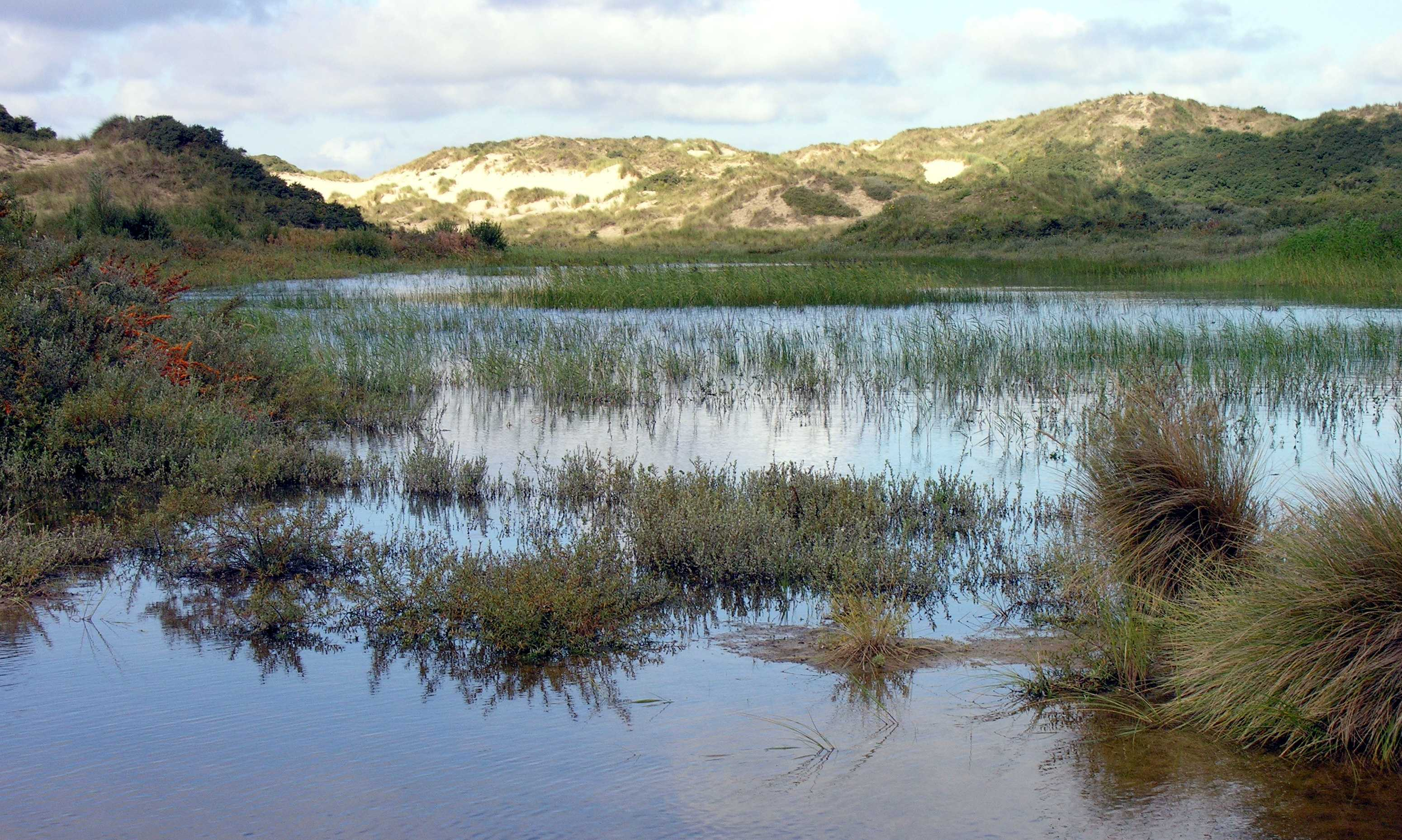
Duinpanne "Het Zwarte Dal" in het Natuurreservaat De Westhoek, De Panne

De Natuurbehoudswet (officieel: Wet op het natuurbehoud) van 12 juli 1973 is een Belgische wet waarvan de bedoeling was de eigen aard, de verscheidenheid en het ongeschonden karakter van het natuurlijk milieu te behouden door middel van maatregelen tot bescherming van de flora en de fauna, hun gemeenschappen en groeiplaatsen, evenals van de grond, de ondergrond, het water en de lucht. Hij vormde in België de eerste globaal uitgewerkte natuurbehoudswetgeving, evenwel met een defensief karakter en een beperkte reikwijdte inzake gebiedsgericht natuurbeleid.
In het Vlaams Gewest is deze wet sinds eind 1997 voor het grootste deel vervangen door het Natuurdecreet van 21 oktober 1997. Eveneens is het hoofdstuk over de zeeduinen sinds 1993 gevoegd in een afzonderlijk decreet, Duinendecreet genoemd.
Uit de oorspronkelijke wet zijn thans nog slechts een beperkt aantal bepalingen behouden gebleven.
De Natuurbehoudswet vormde de basis voor de oprichting van de Hoge Raad voor het Natuurbehoud, met een Franstalige en een Nederlandstalige kamer. Deze instantie was een raadgevend orgaan ten dienste van de uitvoerende macht voor alle natuurbehoudsaangelegenheden. Bij de samenstelling van de raad hadden verschillende belangengroepen uit het landelijk gebied een inbreng. In het Vlaamse Gewest wordt de adviserende rol van voornoemde raad thans vervuld door de Milieu- en Natuurraad van Vlaanderen (Minaraad).
Belangrijk voor behoud van de biodiversiteit is nog steeds het Bermbesluit van 27 juni 1984, officieel: Besluit van de Vlaamse regering houdende maatregelen inzake natuurbehoud op de bermen beheerd door publiekrechtelijke rechtspersonen. Dit Besluit steunt op de Natuurbehoudswet.

## Geactualiseerde inhoud

### Bescherming van planten- en diersoorten[7]
Rekening houdend met internationale verdragen en met andere wetgevingen inzake jacht, diergeneeskundige politie en plantenbescherming, kan bij Koninklijk Besluit de in-, uit- en doorvoer van de uitheemse plantensoorten, evenals van de uitheemse diersoorten en hun krengen geregeld worden. Hetzelfde geldt voor het vrijlaten van uitheemse diersoorten en het onderbrengen ervan in wildparken.

### Algemene maatregelen
Het is verboden naaldbomen te planten of te herplanten of hun zaailingen te laten groeien op minder dan zes meter van de oevers der waterlopen. De bomen die geplant werden of die men heeft laten groeien, moeten binnen een jaar na de vaststelling van hun aanwezigheid bij proces-verbaal worden gerooid.
Onder waterlopen wordt verstaan de onbevaarbare waterlopen, zoals deze omschreven zijn bij de wet van 28 december 1967, alsook de bevaarbare waterwegen, die als dusdanig door de Regering gerangschikt zijn.
De naaldbomen die geplant zijn in overtreding van het Koninklijk Besluit van 8 maart 1963 waarbij de waterlopen bepaald worden langs welke elke aanplanting van naaldbomen niet dan op een afstand van ten minste 6 meter van de oevers mag geschieden, moeten binnen het jaar worden uitgeroeid.
Bij Koninklijk Besluit, kan mits zekere voorwaarden, vrijstelling verleend worden van de onroerende voorheffing voor gronden die deel uitmaken van erkende natuurreservaten.

### Bermbesluit

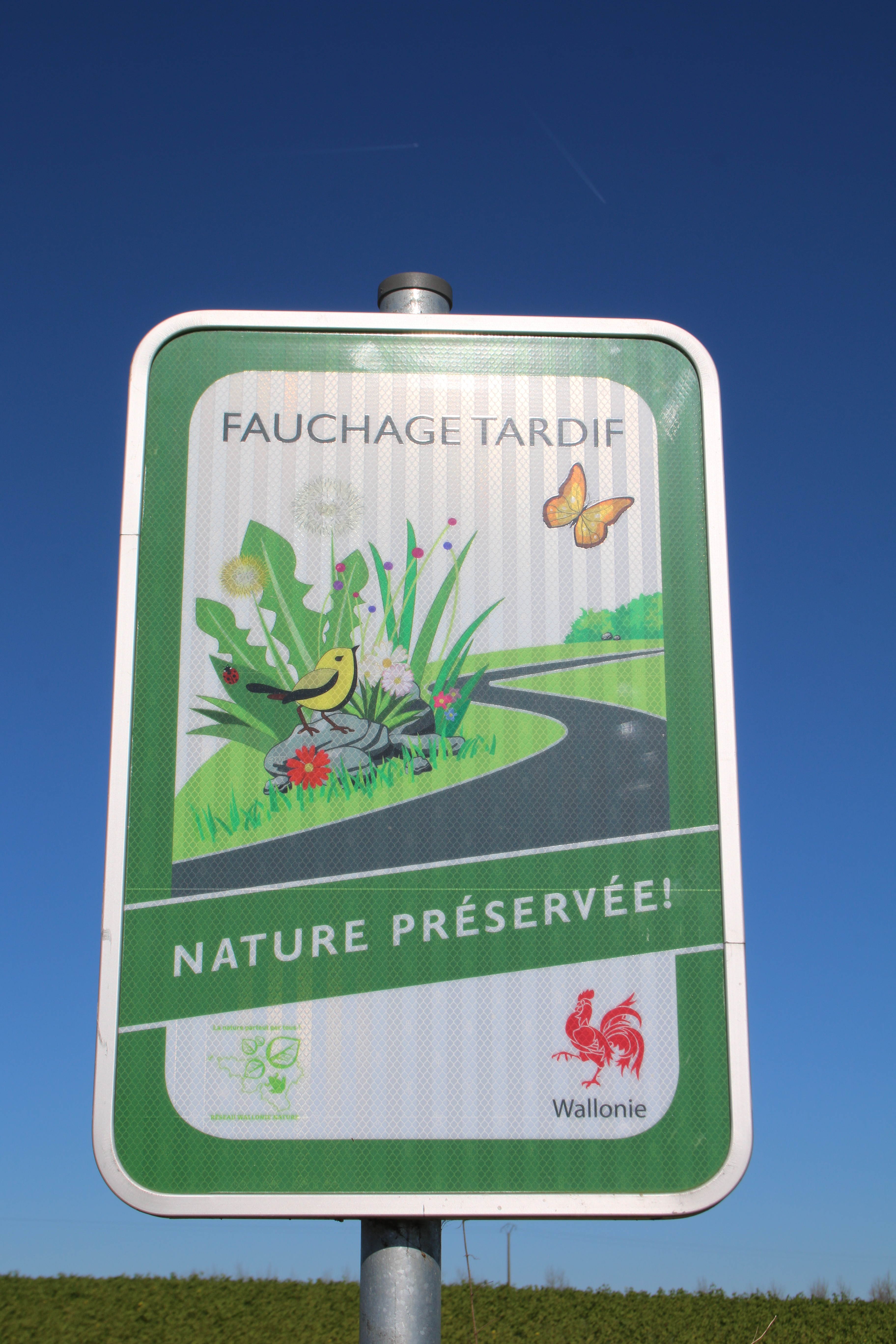
Late maaibeurt in Wallonië

Het Bermbesluit is toepasselijk op de bermen en taluds gelegen langs wegen, waterlopen en spoorwegen, in zoverre publiekrechtelijke rechtspersonen krachtens enig recht van beheer bevoegd zijn om de handelingen te stellen die bij dit besluit geregeld worden.
Het gebruik van biociden op bermen is verboden.
Begraasde bermen mogen niet vóór 15 juni gemaaid worden. Een eventuele tweede maaibeurt mag slechts uitgevoerd worden na 15 september. Het maaisel dient verwijderd te worden binnen de tien dagen na het maaien. De bevoegde Minister kan evenwel afwijkingen toestaan.
Maaibeheer, hetzij in handwerk, hetzij met machines, dient uitgevoerd te worden zonder de ondergrondse plantendelen en de houtige gewassen te beschadigen.

### Handhaving
Sinds 25 juni 2009, zijn alle bepalingen aangaande handhaving en rechtspleging, overgeheveld naar het milieuhandhavingsdecreet. Dit laatste is een gebruikelijke afkorting voor Titel XVI van het decreet van 5 april 1995 houdende algemene bepalingen inzake milieubeleid.